# グロッグ作戦

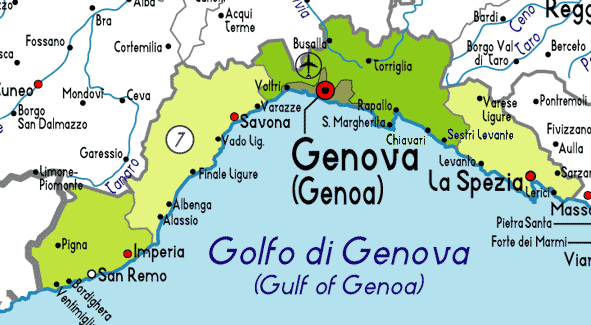
ジェノヴァと軍港ラ・スペツィア（2004年時点） 両都市を含むリグーリア州はイタリア北西部に広がり、フランスとも接している

グロッグ作戦 (英語: Operation Grog) は、第二次世界大戦の1941年2月にイギリス海軍H部隊が実行したジェノヴァ砲撃。同時にリヴォルノ爆撃なども行われた。
グロッグ（Grog）とはイギリス海軍が船員に支給していたラム酒の水割りである。

## 背景
1940年（昭和15年）6月にイタリア王国が枢軸国として参戦し、地中海戦線が形成された。地中海におけるイギリス海軍の主力艦隊は、アレクサンドリアと拠点とする地中海艦隊と、ジブラルタルを拠点とするH部隊（司令官ジェームズ・サマヴィル中将）であった。
イギリス海軍とイタリア王立海軍は7月9日のカラブリア沖海戦で主力艦同士が激突したが結着がつかず、あとは双方とも小規模艦隊の海戦に終始した。
11月10日、地中海艦隊の空母「イラストリアス」から発進した艦上攻撃機（雷撃機）ソードフィッシュは、ターラント湾に停泊していたイタリア王立海軍の戦艦3隻を戦闘不能にし（タラント空襲）、地中海のパワーバランスはイギリスに傾いた。
ところが同盟国を支援するためドイツ空軍が地中海戦線に投入され、1941年（昭和16年）1月10日のエクセス作戦で「イラストリアス」がJu-87 スツーカの急降下爆撃で撃破される。スツーカが猛威を振るい、地中海の戦局は再び流動的になった。
ジェノヴァ砲撃に関しては、1940年にフランス海軍による成功例もあったので、可能と思われた。
この作戦よりも少し前にジェノヴァ攻撃であるリザルト作戦 (Operation Result) とその牽制作戦のサルデーニャ島のダム攻撃であるピケット作戦 (Operation Picket) が実行されたが、前者は天候不良のため中止されていた。

## リザルト作戦とピケット作戦
1941年（昭和16年）1月31日、イギリス艦隊は以下の3つのグループでジブラルタルから出撃した。
- グループ1：巡洋戦艦レナウン、戦艦マレーヤ、空母アーク・ロイヤル、軽巡洋艦シェフィールド
- グループ2：駆逐艦フォックスハウンド、駆逐艦フィアレス、ファイアドレイク、フォアサイト、フュリー、ジャージー
- グループ3：駆逐艦ダンカン、エンカウンター、アイシス、ジュピター

出撃後、グループ2およびマレーヤとその護衛のエンカウンターとジュピターは分離され、それぞれの合流地点へ向かい、残りのアーク・ロイヤル以下の艦艇はサルデーニャ島のティルソダムに対する攻撃隊の発進場所へと向かった。
2月2日、アーク・ロイヤル (HMS Ark Royal, 91) から魚雷を搭載したソードフィッシュ8機が発進しダム攻撃へと向かったが、悪天候のため攻撃は失敗に終わり、ダムに命中した魚雷は無かった。また、対空砲火により1機が撃墜された。
攻撃隊の収容後、マレーヤと合流してリザルト作戦の実行に向かったが、悪天候のため駆逐艦では被害も出始め、グループ2と合流後艦隊は反転し2月4日にジブラルタルに帰投した。
実施されなかったジェノヴァへの攻撃はグロッグ作戦として数日後に再び実行に移された。

## グロッグ作戦
2月6日、グループ1（レナウン、マレーヤ、アーク・ロイヤル、シェフィールド）とそれを護衛するグループ3（ダンカン、アイシス、ファイアドレイク、ジュピター）はジブラルタルより出撃し、最初は船団護衛に当たるかのように西へ向かった。「レナウン」はサマヴィル中将の旗艦であった。また、グループ2（フィアレス、フォックスハウンド、フォアサイト、フュリー、エンカウンター、ジャージ）も同日出撃した。グループ2はばらばらに出撃し、哨戒や訓練に向かうかのように東に向かった。グループ1と3はイビサ島とマヨルカ島の間を通過し、2月8日午前にマヨルカ島の北でグループ2と合流した。また、「ジュピター」と「ファイドレイク」は分派され、夜にメノルカ島の東で無電による陽動を実施した。
9日4時、コルシカ島の北あたりで「アーク・ロイヤル」は「ダンカン」、「アイシス」、「エンカウンター」を伴い分離。「レナウン」以下はジェノヴァへ向かった。7時14分に「マレーヤ」と「レナウン」はジェノヴァ砲撃を開始。「シェフィールド」も砲撃に参加した。7時45分に砲撃終了が命じられた。「レナウン」は15インチ砲弾125発と4.5インチ砲弾400発、「マレーヤ」は15インチ砲弾148発、「シェフィールド」は6インチ砲弾782発を発射した。この砲撃で5隻の船が沈み、18隻が損傷した。人的被害は死者144人、負傷者272人であった。このときジェノヴァでは戦艦「カイオ・ドゥイリオ」の修理が行われていたが、そちらには被弾は無かった。
「アーク・ロイヤル」は250ポンド爆弾4発と焼夷弾16発を搭載したソードフィッシュ16機と磁気機雷を搭載したソードフィッシュ4機を発進させた。前者の攻撃目標はリヴォルノの製油所であったが、陸地初認を誤りピサの飛行場や鉄道のジャンクションを攻撃した機もあった。この攻撃では1機が未帰還となった。機雷搭載機はラ・スペツィア港入り口に機雷を投下した。
9時過ぎに「レナウン」以下と「アーク・ロイヤル」は合流し、その後西南西へ向かった。10日、「ファイアドレイク」と「ジュピター」が合流。H部隊はイビサ島とスペイン本土の間を通過した。2月11日、ジブラルタルに帰投。
2月8日にバレアレス諸島の南で空母から発進したはずのイギリス戦闘機の目撃情報があり、イギリス艦隊は未発見であったがイタリア海軍はイギリス艦隊が出撃中であると判断してラ・スペツィアとメッシーナからアンジェロ・イアキーノ提督率いる艦隊を出撃させた。ラ・スペツィアからは戦艦「ヴィットリオ・ヴェネト」、「ジュリオ・チェザーレ」、「アンドレア・ドーリア」と駆逐艦8隻が、メッシーナからは重巡洋艦「トレント」、「トリエステ」、「ボルツァーノ」と駆逐艦2隻が出撃した。両部隊は2月9日朝にボニファシオ海峡の西で合流した。ジェノヴァ砲撃の報とイギリス艦隊の帰路を遮断せよとの命令は遅れて届き、それまでイアッキーノは敵がいると考えた南西へと向かっていた。命令を受け取るとイタリア艦隊は北上し、カップ・コルスの西に空母を発見との報告が届くとそちらへと向かった。しかしこれは誤報で実際はフランスの船団であり、攻撃直前になってイタリア側はそれに気づいた。その後、実際にイギリス艦隊が通ったフランスのプロヴァンス沿岸へ向かうも、すでに手遅れであった。